# Bastien Le Picaut

a Compétitions nationales et continentales officielles uniquement.

Dernière mise à jour le 7 avril 2020.
Bastien Le Picaut, né le 19 avril 1991, est un joueur français de rugby à XV évoluant au poste de pilier au sein de l'effectif du Rennes EC.

## En club
Formé au Montpellier Hérault rugby, il dispute son premier match en Top 14, le 22 février 2014 contre Clermont, après avoir joué avec l'équipe espoir du club. En mai 2014, le club de Périgueux le recrute.

## Palmarès
- Champion de France espoir en 2013 avec le Montpellier HR[3],[4].
- Champion de France juniors Reichel en 2011 avec le Montpellier HR.